# Montabaur
Montabaur é uma cidade da Alemanha localizada no distrito de Westerwaldkreis, estado da Renânia-Palatinado.
É membro e sede do Verbandsgemeinde de Montabaur.